# Morris Heights
Morris Heights är en kulle i Antarktis. Den ligger i Östantarktis. Nya Zeeland gör anspråk på området. Toppen på Morris Heights är 942 meter över havet.
Terrängen runt Morris Heights är huvudsakligen bergig. Trakten är obefolkad. Det finns inga samhällen i närheten.